# Procoptodon
Procoptodon foi um género de marsupiais semelhantes aos cangurus atuais que viveu na Austrália na época do Pleistoceno. O Procoptodon Goliah,uma das espécies deste género,e também, a maior delas,media 3 metros de altura e pesava cerca de 230 quilos. os "cangurus gigantes de focinho curto",como também são referidos,tinham uma face plana e olhos na parte da frente da cabeça. Em cada pata traseira havia um único dedo ligeiramente similar ao casco de um cavalo; pesquisadores levantam a hipótese de que ele fosse bípede, caminhando ao invés de pular como os cangurus atuais. As patas dianteiras eram igualmente estranhas: cada pata dianteira tinha dois dedos extra-longos com garras grandes.É possível que eles fossem usados para agarrar ramos de árvores.
O género existiu até por volta de 50.000 anos atrás,antes de ser extinto; embora haja algumas evidências de que eles possam ter sobrevivido até pelo menos 18.000 anos atrás. Seu desaparecimento é geralmente atribuído às atividades humanas, embora não se tenha muita certeza sobre esta teoria. O descendente ainda existente mais próximo do Procoptodon é provavelmente o Lagostrophus fasciatus. os fósseis do Proccoptodon foram encontrados em Naracoorte, no Sul da Austrália, Menindee Lake, em Nova Gales do Sul, Darling Downs, em Queensland e em muitos outros sítios arqueológicos. Uma réplica em tamanho real está em exposição permanente no Museu Australiano.
O gênero é parafilético,derivado do Simosthenurus.